# Onthophagus ebenus
Onthophagus ebenus là một loài bọ cánh cứng trong họ Bọ hung (Scarabaeidae).